# Rally de Noia de 2023
El Rally de Noia de 2023, oficialmente 37.º Rali Berberecho de Noia, fue la trigésimo séptima edición y la segunda ronda de la temporada 2023 del campeonato de Galicia de Rally. Se celebró del 14 al 16 de abril y contó con un itinerario de diez tramos que sumaban un total de 115,85 km cronometrados.

## Itinerario
| Día   | Tramo | Nombre                      | Distancia | Hora  | Ganador       | Tiempo  | Líder        |
| ----- | ----- | --------------------------- | --------- | ----- | ------------- | ------- | ------------ |
| Día 1 | TC1   | Autos Patiño                | 10.70 km  | 19:20 | Víctor Senra  | 6:44.37 | Víctor Senra |
| Día 1 | TC2   | Transportes El Jaime        | 1.85 km   | 20:00 | Alberto Meira | 1:31.09 | Víctor Senra |
| Día 2 | TC3   | Vruma Kayaks 1              | 12.75 km  | 08:55 | Víctor Senra  | 7:08.59 | Víctor Senra |
| Día 2 | TC4   | Caeiro Metal 1              | 14.20 km  | 09:25 | Víctor Senra  | 7:58.19 | Víctor Senra |
| Día 2 | TC5   | Vruma Kayaks 2              | 12.75 km  | 12:10 | Víctor Senra  | 7:10.57 | Víctor Senra |
| Día 2 | TC6   | Caeiro Metal 2              | 14.20 km  | 12:40 | Víctor Senra  | 7:58.42 | Víctor Senra |
| Día 2 | TC7   | Pavimentos Noia 1           | 12.20 km  | 16:30 | Víctor Senra  | 7:49.32 | Víctor Senra |
| Día 2 | TC8   | Excavaciones M. Rodríguez 1 | 12.50 km  | 16:50 | Víctor Senra  | 6:48.43 | Víctor Senra |
| Día 2 | TC9   | Pavimentos Noia 2           | 12.20 km  | 19:00 | Víctor Senra  | 7:48.80 | Víctor Senra |
| Día 2 | TC10  | Excavaciones M. Rodríguez 2 | 12.50 km  | 19:20 | Víctor Senra  | 6:59.90 | Víctor Senra |

## Clasificación final
| Pos. | Piloto                    | Copiloto               | Automóvil              | Tiempo     | Diferencia |
| ---- | ------------------------- | ---------------------- | ---------------------- | ---------- | ---------- |
| 1.   | Víctor Senra              | David Vázquez          | Citroën C3 WRC         | 1:07:58.71 | 0.0        |
| 2.   | Alberto Meira             | Avelino Martínez       | Škoda Fabia R5         | 1:09:41.33 | +1:42.61   |
| 3.   | Francisco Dorado          | Andrea Lamas           | Volkswagen Polo GTI R5 | 1:10:35.56 | +2:36.85   |
| 4.   | José Manuel Lamela        | Néstor Casal Vilar     | Škoda Fabia N5         | 1:11:53.81 | +3:55.09   |
| 5.   | Jorge Pérez Oliveira      | Miriam Vera            | Suzuki Swift Sport R+  | 1:12:05.49 | +4:06.78   |
| 6.   | Alexis Vieitez Losada     | Cristian Álvarez López | Nissan Micra N5        | 1:12:47.94 | +4:49.23   |
| 7.   | Javier Ramos Troitiño     | Alejandro Moure Silva  | Peugeot 208 T16        | 1:12:56.36 | +4:57.64   |
| 8.   | Celestino Iglesias Duarte | Bárbara Gómez          | Ford Fiesta N5         | 1:14:07.80 | +6:09.09   |
| 9.   | Marcos Maceiras           | Sergio Iglesias        | Nissan Micra N5        | 1:15:27.31 | +7:28.60   |
| 10.  | Manuel Senra              | Faustino Suárez        | Peugeot 306 Maxi       | 1:15:39.65 | +7:40.93   |